# 南海グリーフサポート
南海グリーフサポート株式会社（なんかいグリーフサポート、英: Nankai Grief Support Co.,Ltd.）は、大阪府大阪市住之江区に本社（登記上の本店は大阪市中央区）を置く、南海グループの葬祭事業会社である。

## 概要
株式会社ティアとフランチャイズ契約を結び、南海本線・高野線沿線を中心に、大阪府内・和歌山県内で16の葬儀会館「ティア」と葬儀相談サロンの運営を行っている。

## 沿革
- 2005年（平成17年）8月1日 - 株式会社グリーフサポート設立。
- 2006年（平成18年）3月25日 - 「ティア橋本」開業。
- 2007年（平成19年）5月12日 - 「ティア千代田」開業。
- 2009年（平成21年）
  - 4月18日 - 「ティア泉大津」開業。
  - 6月27日 - 「ティア貝塚」開業。
- 2010年（平成22年）
  - 6月18日 - 「ティア富田林」開業。
  - 10月23日 - 「ティア住之江」開業。
- 2011年（平成23年）
  - 3月12日 - 「ティア藤井寺」開業。
  - 5月14日 - 「ティア美原」開業。
  - 10月22日 - 「ティア大野芝」開業。
  - 12月23日 - 「ティア大阪狭山」開業。
- 2012年（平成24年）
  - 2月18日 - 「ティア岸和田」開業。
  - 4月14日 - 「ティア浜寺」開業。
  - 6月15日 - 「ティア枚方」開業。
- 2015年（平成27年）6月15日 - 南海グリーフサポート株式会社 に社名を変更。
- 2017年（平成29年）
  - 6月1日 - 「葬儀相談サロン ティア泉ヶ丘」開業[1][2]。
  - 8月26日 - 「ティア泉北光明池」開業[3]。
- 2020年（令和2年）
  - 4月11日 - 「葬儀相談サロン ティア堺東」開業。（泉ヶ丘より移転）
  - 5月30日 - 家族葬ホール「ティア堺伏尾」開業
- 2021年（令和3年）
  - 4月26日 - 家族葬ホール「ティア羽曳野」開業。

## 施設

### 葬儀会館「ティア」
- ティア橋本（和歌山県橋本市）
- ティア千代田（大阪府河内長野市）
- ティア泉大津（大阪府泉大津市）
- ティア貝塚（大阪府貝塚市）
- ティア富田林（大阪府富田林市）
- ティア住之江（大阪市住之江区）
- ティア藤井寺（大阪府藤井寺市）
- ティア美原（大阪府堺市美原区）
- ティア大野芝（大阪府堺市中区）
- ティア大阪狭山（大阪府大阪狭山市）
- ティア岸和田（大阪府岸和田市）
- ティア浜寺（大阪府堺市西区）
- ティア枚方（大阪府枚方市）
- ティア泉北光明池（大阪府和泉市）
- ティア堺伏尾（大阪府堺市中区）
- ティア羽曳野（大阪府羽曳野市）

### 葬儀相談サロン
- 葬儀相談サロン ティア堺東（大阪府堺市堺区）

### 自治体との災害協定締結
- 大阪府羽曳野市（令和3年3月26日）
- 大阪府貝塚市（令和3年4月16日）
- 大阪府大阪狭山市（令和3年4月20日）
- 大阪府枚方市（令和3年6月28日）
- 大阪府富田林市（令和3年7月30日）
- 大阪府岸和田市（令和3年12月24日）